# Euryglottis guttiventris
Euryglottis guttiventris är en fjärilsart som beskrevs av Rothschild och Jordan 1903. Euryglottis guttiventris ingår i släktet Euryglottis och familjen svärmare. Inga underarter finns listade i Catalogue of Life.